# Selah
Selah – miasto w Stanach Zjednoczonych, w stanie Waszyngton, w hrabstwie Yakima.